# 밀리터리 밸런스
밀리터리 밸런스(영어: The Military Balance)는 영국의 국제전략문제연구소(IISS)에서 매년 발간하는 세계 군사력 보고서이다.
2005년 7월 28일 국회 도서관의 17대 국회의원 단행본 대출 순위 조사에서, 소설 다빈치 코드에 이어 2위를 기록했다. 각 국의 군비 통계를 발표하는 이 책은 국방 전문가들 사이에서 폭넓게 인용된다.

## 같이 보기
- 국가안보전략연구소(INSS) : 국가정보원 산하의 유사한 기능을 하는 연구소다.
- 외교안보연구원(IFANS) :  외교통상부 산하의 유사한 기능을 하는 연구소다.
- 국제전략연구소(CSIS) : 워싱턴 DC에 있는 싱크탱크. 영국의 IISS를 벤치마킹했다. 언론에서 자주 인용한다.
- 국제전략문제연구소(IISS) : 세계 최고 권위의 군사력 보고서인 밀리터리 밸런스를 발행하는 영국의 싱크탱크. 언론에서 자주 인용한다.
- 스톡홀름국제평화연구소(SIPRI) : 언론에서 자주 인용되는 스웨덴의 대표적인 싱크탱크.